# Jean Rochefort

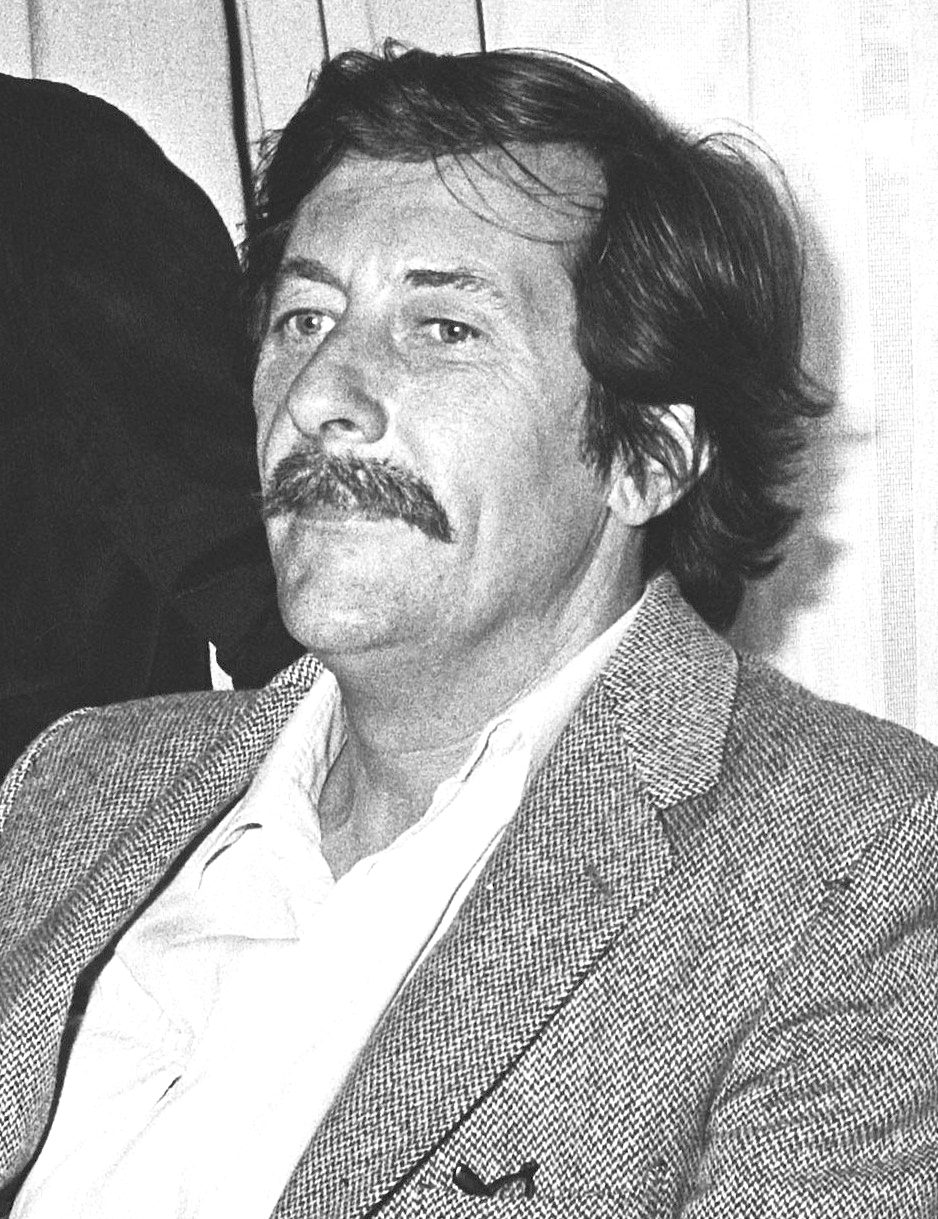
Jean Rochefort în 1979

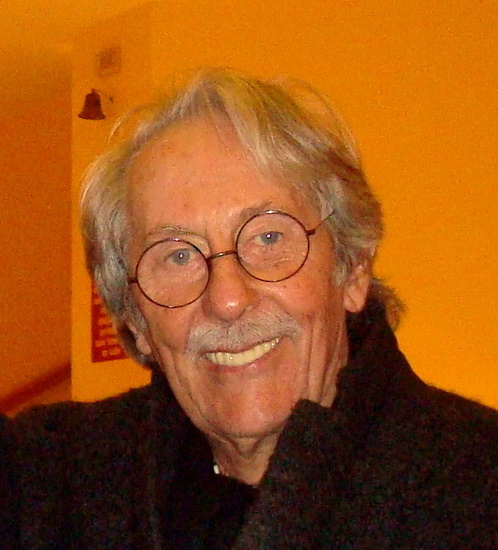
Jean Rochefort (2009)

Jean Rochefort (n. 29 aprilie 1930, Paris, Île-de-France, Franța – d. 9 octombrie 2017, Paris, Métropole du Grand Paris, Franța) a fost un actor francez de film. A jucat în 160 de filme, majoritatea fiind comedii sau drame.

## Filmografie selectivă

### Anii 1950–1960
- 1955 Întâlnire la Paris (Rencontre à Paris), regia Georges Lampin
- 1961 Căpitanul Fracasse (Le capitaine Fracasse), regia Pierre Gaspard-Huit
- 1962 Cartouche, regia Philippe de Broca
- 1964 Angelica marchiza îngerilor (Angélique, marquise des anges), regia Bernard Borderie
- 1964 Minunata Angelica (Merveilleuse Angélique), regia Bernard Borderie
- 1965 Angelica și regele (Angélique et le Roy), regia Bernard Borderie
- 1965 Tribulațiile unui chinez în China (Les Tribulations d'un Chinois en Chine), regia Philippe de Broca
- 1968 Capcană pentru bani (Le Diable par la queue), regia Philippe de Broca

### Anii 1970
- 1970 Libertatea în șa (La Liberté en croupe), degia Édouard Molinaro
- 1972 Marele blond cu un pantof negru (Le Grand Blond avec une chaussure noire), regia Yves Robert
- 1972 Moștenitorul (L'Héritier), de Philippe Labro
- 1972 Sărbătoarea lumânărilor (Les Feux de la Chandeleur), regia Serge Korber
- 1973 Salut artistul! (Salut l'artiste), regia Yves Robert
- 1974 Inocenți cu mâini murdare (Les Innocents aux mains sales), de Claude Chabrol
- 1974 Întoarcerea marelui blond (Le retour du grand blond), regia Yves Robert
- 1974 Fantoma libertății (Le Fantôme de la liberté), de Luis Buñuel
- 1975 Să înceapă petrecerea (Que la fête commence), regia Bertrand Tavernier (Premiul César)
- 1975 WC-urile erau închise pe dinăuntru (Les vécés étaient fermés de l'intérieur), de Patrice Leconte
- 1976 Calmos de Bertrand Blier
- 1976 Elefantul, el e fantele (Un éléphant ça trompe énormément), regia Yves Robert
- 1977 Crabul toboșar (Le Crabe-tambour), regia Pierre Schoendoerffer (Premiul César)
- 1977 Mergem cu toții în paradis (Nous irons tous au paradis), regia Yves Robert
- 1978 Fustangiul (Le Cavaleur), regia Philippe de Broca
- 1979 Curaj, s-o ștergem (Courage, fuyons), regia Yves Robert
- 1979 Dragă necunoscută (Chère inconnue), regia Moshé Mizrahi

### Anii 1980
- 1981 Birgitt Haas trebuie omorâtă (Il faut tuer Birgitt Haas), regia Laurent Heynemann
- 1981 Indiscreția (L'Indiscrétion), regia Pierre Lary
- 1982 Fratele mai mare (Le Grand Frère), regia Francis Girod (Premiu, Montreal)
- 1983 Prietenul lui Vincent (L'Ami de Vincent), regia Pierre Granier-Deferre
- 1984 Revelion la Bob (Réveillon chez Bob), regia Denys Granier-Deferre
- 1985 Turta cu surprize (La Galette du roi), regia Jean-Michel Ribes
- 1987 Mustăciosul (Le Moustachu), regia Dominique Chaussois
- 1987 Tandem, regia Patrice Leconte
- 1989 Sunt stăpânul castelului (Je suis le seigneur du château), regia Régis Wargnier

### Anii 1990
- 1990 Bărbatul coafezei (Le Mari de la coiffeuse), regia Patrice Leconte
- 1990 Castelul mamei mele (Le Château de ma mère), rgia Yves Robert
- 1991 Îndrăgostit nebunește (Amoureux fou), regia Robert Ménard (Premiul GENIE)
- 1993 Tango, regia Patrice Leconte
- 1993 O țintă înduioșătoare (Cible émouvante), Pierre Salvadori
- 1994 Picat din lună (Tombés du ciel), regia Philippe Lioret
- 1994 În fiecare an, o singură dată (Tutti gli anni una volta l'anno), regia Gianfrancesco Lazotti
- 1994 Prêt-à-Porter (Ready to Wear), regia Robert Altman
- 1996 Seniorii scenei (Les Grands Ducs), regia Patrice Leconte
- 1998 Pe vântul aripilor Purtați de vânt (Le Vent en emporte autant), regia Alejandro Agresti
- 1999 Rembrandt regia Charles Matton

### Anii 2000
- 2001 Dulapul (Le Placard), regia Francis Veber
- 2002 Bărbatul din tren (L'Homme du train), regia Patrice Leconte
- 2002 Blanche de Bernie Bonvoisin
- 2005 L'Enfer, regia Danis Tanović
- 2006 Désaccord parfait, regia Antoine de Caunes
- 2012 Astérix et Obélix : Au service de sa Majesté, regia Laurent Tirard
- 2015 Floride regia Philippe le Guay